# 德克萨斯州第十三国会选区
德克萨斯州第十三国会选区是美国德克萨斯州的一个聯邦國會選區，它包括德克萨斯州狭长地带的大部分地区、德克索瑪的部分地区和德克萨斯州北部的东北部。该地区的主要城市是阿马里洛、盖恩斯维尔和威奇托福尔斯。它蜿蜒穿过狭长地带，进入南部平原，然后向东穿过红河谷。面积超过40,000平方英里（100,000平方），是美国第19大选区，在所有不覆盖整个州的选区里为第14大，也是德克萨斯州第二大选区，仅次于德克萨斯州第二十三国会选区。它覆盖的土地比13个州还多。
该选区自2021年以来一直由共和党人罗尼·杰克逊在美国众议院担任代表，此前由共和党人麦克·索恩贝里担任代表，他从1995年以来开始担任代表，直到2020年不再参与连任。尽管根据库克党派投票指数，它是全国最具共和党色彩的选区（R+33），但它并不总是非常倾向共和党。直到1976年，吉米·卡特在该区的44个县中赢得了33个，在其中许多县获得了60%到70%的选票。虽然早在20世纪40年代，狭长地带的选民就开始分票，但民主党人一直把持着大部分地方职位，以及该地区在州立法机构的多数席位，一直到20世纪90年代。
然而，自从索恩贝里在1994年推翻连任三届的民主党人比尔·萨帕里斯以来，民主党人的支持率只在1996年、1998年和2000年突破了30%的大关。共和党人现在几乎统治着政府的每一个层面，县级以上几乎没有当选的民主党人了。2012年，奥巴马在该国会选区的得票率是最低的。他只获得了18.5%的选票。2016年，希拉里·克林顿在该国会选区的得票率位列第二低，仅次于阿拉巴马州的第4国会选区。她的得票率甚至低于四年前的奥巴马总统，她只获得了16.9%的选票，而唐纳德·特朗普获得了79.9%的选票。2020年的拜登的民主黨在這個選區也只是較2016年時有起色。

## 历史选区边界

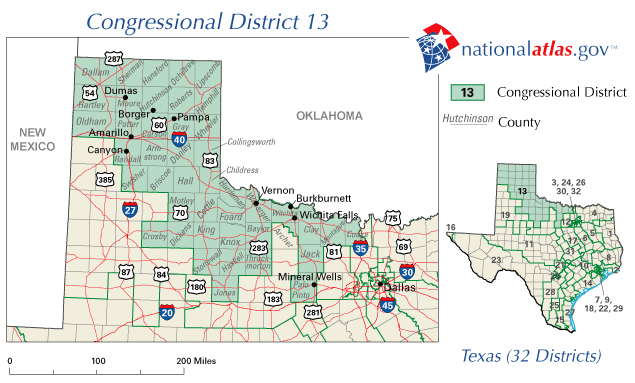
2007–2013

## 该选区历届总统大选的结果
| 年份 | 选举结果                |
| ---- | ----------------------- |
| 2004 | 乔治·W·布什 78% – 22%   |
| 2008 | 约翰·麦凯恩 77% – 22%   |
| 2012 | 米特·罗姆尼 80% – 19%   |
| 2016 | 唐纳德·特朗普 80% – 17% |
| 2020 | 唐纳德·特朗普 79% – 19% |

## 選區議員列表
| 代表 (駐地)                         | 政黨   | 國會                           | 年 | 選舉歷史 |
| ----------------------------------- | ------ | ------------------------------ | --- | --- |
| 選區成立於1893年3月4日              |        |                                | | |
| 傑里邁亞·V· 科克雷爾 (安森)         | 民主黨 | 1893年3月4日 – 1897年3月3日    | 第53屆 第54屆                                                                                           | 1892年當選。 1894年當選連任。 Template:Data missing |
| 約翰·H· 史蒂芬斯 (弗農)             | 民主黨 | 1897年3月4日 – 1917年3月3日    | 第55屆 第56屆 第57屆 第58屆 第59屆 第60屆 第61屆 第62屆 第63屆 第64屆                                   | 1896年當選。 1898年當選連任。 1900年當選連任。 1902年當選連任。 1904年當選連任。 1906年當選連任。 1908年當選連任。 1910年當選連任。 1912年當選連任。 1914年當選連任。 Template:Data missing                                  |
| J·馬文·瓊斯 (阿馬里洛)              | 民主黨 | 1917年3月4日 – 1919年3月3日    | 第65屆                                                                                                  | 1916年當選。 重劃至第18國會選區。 |
| 盧西安·W· 帕里什 (亨里塔)           | 民主黨 | 1919年3月4日 – 1922年3月27日   | 第66屆 第67屆                                                                                           | 1918年當選連。 1920年當選連任。 去世。 |
| 空缺                                | 空缺   | 1922年3月27日 – 1922年5月22日  | 第67屆                                                                                                  | |
| 吉恩·威廉斯 (亨里塔)                | 民主黨 | 1922年5月22日 – 1933年3月3日   | 第67屆 第68屆 第69屆 第70屆 第71屆 第72屆                                                               | 當選完成帕里什的任期。 1922年當選連任。 1924年當選連任。 1926年當選連任。 1928年當選連任。 1930年當選連任。 Template:Data missing                                                                                            |
| 威廉·D· 麥克法蘭 (格拉咸)           | 民主黨 | 1933年3月4日 – 1939年1月3日    | 第73屆 第74屆 第75屆                                                                                    | 1932年當選。 1934年當選連任。 1936年當選連任。 Template:Data missing |
| 艾德·格塞特 (威奇托福爾斯)          | 民主黨 | 1939年1月3日 – 1951年7月31日   | 第76屆 第77屆 第78屆 第79屆 第80屆 第81屆 第82屆                                                        | 1938年當選。 1940年當選連任。 1942年當選連任。 1944年當選連任。 1946年當選連任。 1948年當選連任。 1950年當選連任。 辭職。 |
| 空缺                                | 空缺   | 1951年7月31日 – 1951年9月8日   | 第82屆                                                                                                  | |
| 弗蘭克·N· 伊卡德 (威奇托福爾斯)     | 民主黨 | 1951年9月8日 – 1961年12月15日  | 第82屆 第83屆 第84屆 第85屆 第86屆 第87屆                                                               | 當選完成戈塞特的任期。 1952年當選連任。 1954年當選連任。 1956年當選連任。 1958年當選連任。 1960年當選連任。 辭職。 |
| 空缺                                | 空缺   | 1961年12月15日 – 1962年1月27日 | 第87屆                                                                                                  | |
| 小格雷厄姆·B· 珀塞爾 (威奇托福爾斯) | 民主黨 | 1962年1月27日 – 1973年1月3日   | 第87屆 第88屆 第89屆 第90屆 第91屆 第92屆                                                               | 當選完成伊卡德的任期。 1962年當選連任。 1964年當選連任。 1966年當選連任。 1968年當選連任。 1970年當選連任。 重新劃分選區後連任失敗。                                                                                         |
| 鮑伯·普萊斯 (潘帕)                  | 共和黨 | 1973年1月3日 – 1975年1月3日    | 第93屆                                                                                                  | 自第18國會選區重劃而成並於1972年當選連任。 連任失敗。 |
| 傑克·海托爾 (弗農)                  | 民主黨 | 1975年1月3日 – 1985年1月3日    | 第94屆 第95屆 第96屆 第97屆 第98屆                                                                      | 1974年當選。 1976年當選連任。 1978年當選連任。 1980年當選連任。 1982年當選連任。 連任失敗。 |
| 博·博爾特 (阿馬里洛)                | 共和黨 | 1985年1月3日 – 1989年1月3日    | 第99屆 第100屆                                                                                          | 1984年當選。 1986年當選連任。 聯邦參議員。 |
| 比爾·薩帕利厄斯 (阿馬里洛)          | 民主黨 | 1989年1月3日 – 1995年1月3日    | 第101屆 第102屆 第103屆                                                                                 | 1988年當選。 1990年當選連任。 1992年當選連任。br />連任失敗。 |
| 麥克·索恩伯里 (阿馬里洛)            | 共和黨 | 1995年1月3日 – 2021年1月3日    | 第104屆 第105屆 第106屆 第107屆 第108屆 第109屆 第110屆 第111屆 第112屆 第113屆 第114屆 第115屆 第116屆 | 1994年當選。 1996年當選連任 1998年當選連任. 2000年當選連任。 2003年當選連任。 2004年當選連任。 2006年當選連任。 2008年當選連任。 2010年當選連任。 2012年當選連任。 2014年當選連任。 2016年當選連任。 2018年當選連任。 退休。 |
| 羅尼·傑克遜 (阿馬里洛)              | 共和黨 | 2021年1月3日 – 現在            | 第117屆 第118屆 第119屆                                                                                 | 2020年當選。 2022年當選連任。 2024年當選連任。 |

## 選舉結果

### 2022
| 党派 | 党派   | 候选人             | 得票数  | 百分比 |
| ---- | ------ | ------------------ | ------- | ------ |
|      | 共和党 | 羅尼·傑克遜 (時任) | 161,562 | 75.4   |
|      | 民主党 | 凱思琳·布朗        | 52,739  | 24.6   |
| 合计 | 合计   | 合计               | 214,301 | 100    |

### 2024
| 党派 | 党派               | 候选人             | 得票数  | 百分比 |
| ---- | ------------------ | ------------------ | ------- | ------ |
|      | 共和党             | 羅尼·傑克遜 (時任) | 240,622 | 100    |
| 合计 | 合计               | 合计               | 240,622 | 100    |
|      | 共和党保持既有席位 |                    |         |        |